# Emma Eliasson
Emma Eliasson, född 12 juni 1989 i Kiruna i Jukkasjärvi församling, är en svensk tidigare ishockeyback som spelat för Luleå HF/MSSK.
Eliasson växte upp i byn Mertajärvi och inledde sin karriär med spel i Kiruna AIF där hon spelade med både flickor och pojkar.. Då Eliasson var 14 år debuterade hon i landslaget med vilka hon tagit två VM-brons, samt ett OS-silver i Turin 2006. Totalt sett har hon spelat 230 landskamper med Damkronorna. Hon blev "Årets hockeytjej" 2016. Efter en konflikt med landslagscoachen Leif Boork avslutade Eliasson 2017 sin hockeykarriär. Hon började istället spela fotboll i Notvikens IK DFF i division 1.

## Meriter

### OS
- OS i Turin 2006: 2:a
- OS i Vancouver 2010: 4:a
- OS i Sotji 2014: 4:a

### VM
- VM 2005: 3:a, Linköping, Sverige
- VM 2007: 3:a, Winnipeg, Kanada
- VM 2008: 5:a, Harbin, Kina
- VM 2009: 4:a, Tavastehus, Finland
- VM 2011: 5:a, Zürich, Schweiz
- VM 2013: 7:a, Ottawa, Kanada

## Klubbar
- Kiruna AIF (Moderklubb)
- MoDo Hockey, 2004-2006
- Brynäs IF, 2006-2012
- Munksund-Skuthamns SK, 2012-2015
- Luleå HF/MSSK, 2015-2017